# Tippmix Budapest Grand Prix 2005
Tippmix Budapest Grand Prix 2005 — жіночий тенісний турнір, що проходив на відкритих кортах із ґрунтовим покриттям у Будапешті (Угорщина). Належав до турнірів 4-ї категорії в рамках Туру WTA 2005. Відбувся водинадцяте і тривав з 25 до 31 липня 2005 року. Перша сіяна Анна Смашнова здобула титул в одиночному розряді й отримала 22 тис. доларів США.

## Фінальна частина

### Одиночний розряд
Анна Смашнова —  Каталіна Кастаньйо 6–2, 6–2
- Для Смашнової це був 2-й титул в одиночному розряді за рік і 11-й — за кар'єру.

### Парний розряд
Емілі Луа /  Катарина Среботнік —  Лурдес Домінгес Ліно /  Марта Марреро 6–1, 3–6, 6–2